# Poney des Amériques
Vous lisez un « article de qualité » labellisé en 2018.
Le poney des Amériques (anglais : pony of the Americas, POA) est une race de poneys de selle développée dans l'État de l'Iowa, aux États-Unis. Portant toujours une robe tachetée, il rappelle l'Appaloosa en plus petit. Il est créé à partir de ce dernier, et de croisements entre chevaux arabes et poneys Shetland. Fondé en 1954, le registre généalogique inscrit 12 500 poneys en l'espace de 15 ans.
L'objectif d'élevage est axé sur l'équitation des enfants. Le Pony of the Americas Club forme la société de race la plus active à destination des jeunes aux États-Unis. Bien qu'ils soient appelés des poneys, le phénotype est celui d'un petit cheval, combinant principalement les attributs de l'Arabe et du Quarter Horse. Le registre de race est ouvert, ce qui permet des croisements. Ces derniers suivent des critères stricts d'entrée, notamment pour la robe tachetée, la hauteur au garrot et d'autres caractéristiques physiques. Bien que principalement élevée pour l'équitation western, la race est utilisée pour de nombreuses autres disciplines, telles l'attelage, l'endurance et la monte à l'anglaise. Le poney des Amériques connaît une grande popularité sur tout le continent américain. La race est confidentielle en Europe.

## Histoire
Cette race de poneys figure parmi les plus récentes au monde. Parmi les races de poneys créées aux États-Unis, il s'agit probablement de la plus connue, de par son nom (Pony of the Americas, abrégé POA) et son apparence. Elle est développée dans les années 1950 par la famille Boomhower, des éleveurs de poneys Shetland établis dans l'Iowa. L'étalon fondateur de la race est issu d'un croisement accidentel entre une jument métis Arabe/Appaloosa nommée Manitoba et un étalon poney Shetland. Les propriétaires de la jument saillie la vendent à Leslie L. Boomhower, une avocate résidant à Mason City. Le poulain qui naît porte une robe tachetée, laissant apparaître sur son flanc une marque qui évoque une main noire. C'est pourquoi il est nommé Black Hand (en français : « Main Noire »),,. Leslie L. Boomhower apprécie la morphologie fine de cet étalon et ses dispositions. Elle l'utilise pour développer une nouvelle génération de poneys à la robe tachetée,. Black Hand est monté par son fils, Danny.
En 1954, Leslie Boomhower et un groupe d'associations fondent le Pony of the Americas Club (Club du poney des Amériques). Black Hand reçoit le premier numéro d'immatriculation du registre généalogique. Le second numéro échoit à un poney nommé Siri Chief, que Leslie Boomhover a approuvé après l'avoir vu en photo. En 1955, douze chevaux et vingt-trois membres sont enregistrés. Des demandes d'enregistrement affluent de tous les États-Unis. Le numéro d'enregistrement 14 est attribué à Na-Na Su-kin, rebaptisé Little Chief, un cheval des Nez-Percés venu du Montana,. Scottish Chieftain, un poney tacheté d'origine inconnue acheté en lot sur un bateau écossais réceptionné au Canada, obtient le numéro 18,. Un étalon Mustang sauvage nommé Dragon, venu du Mexique, obtient le numéro 103 en 1957,. Le dernier de ces cinq étalons fondateurs, Stewart's Danny Boy, est d'origine anglaise,. La petite jument Lady of Paint, descendante de l'Appaloosa Kawliga, a également une influence importante sur la race, et se fait connaître par des épreuves Halter.
L’intérêt pour cette race d'« Appaloosa miniature » ne cesse de croître les années suivantes.

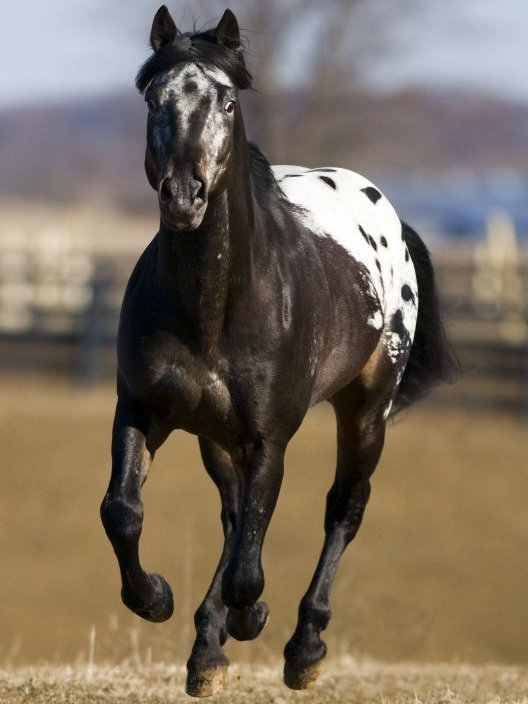
Appaloosa
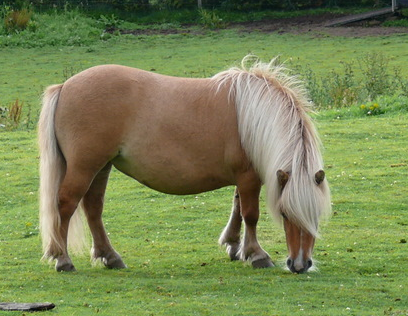
Shetland
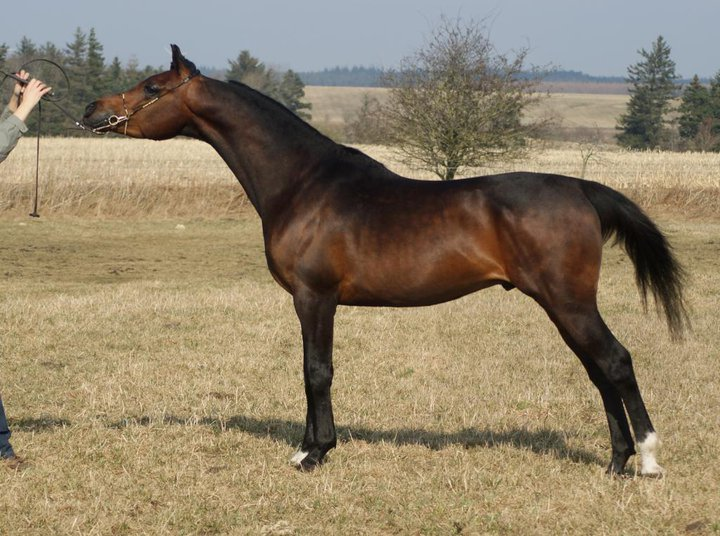
Arabe
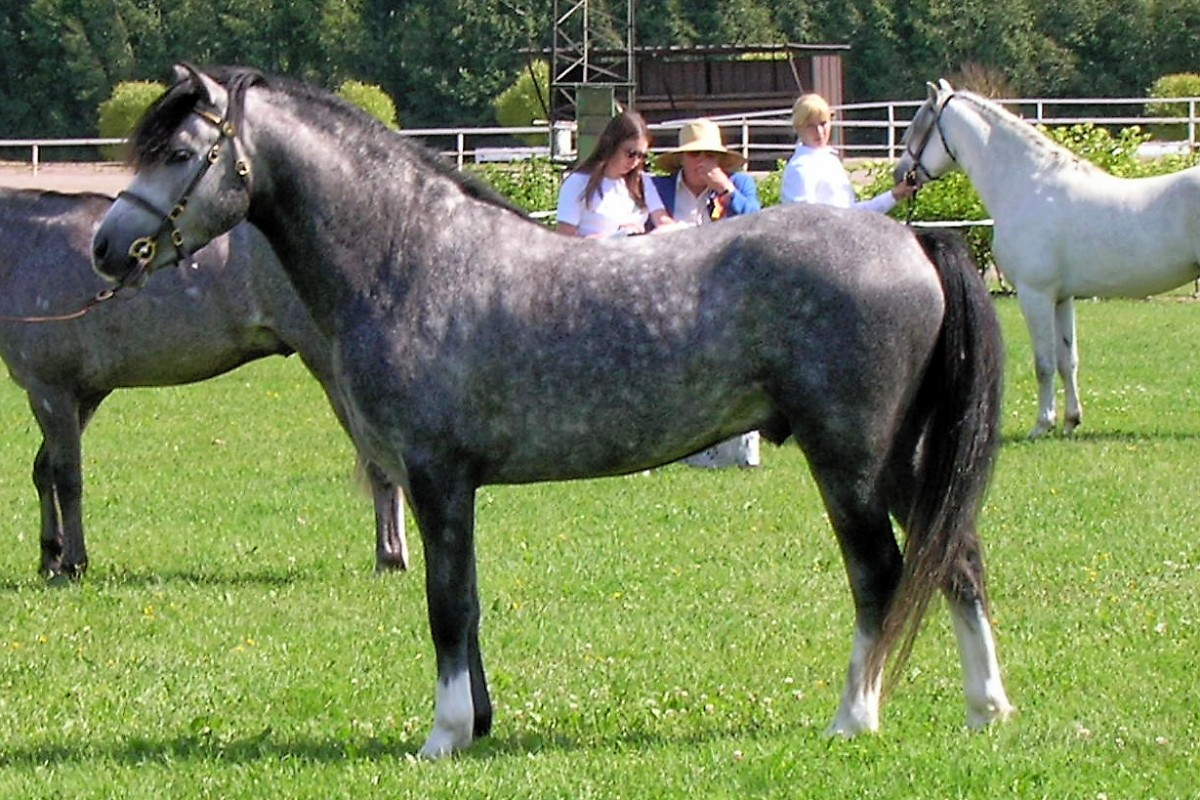
Welsh
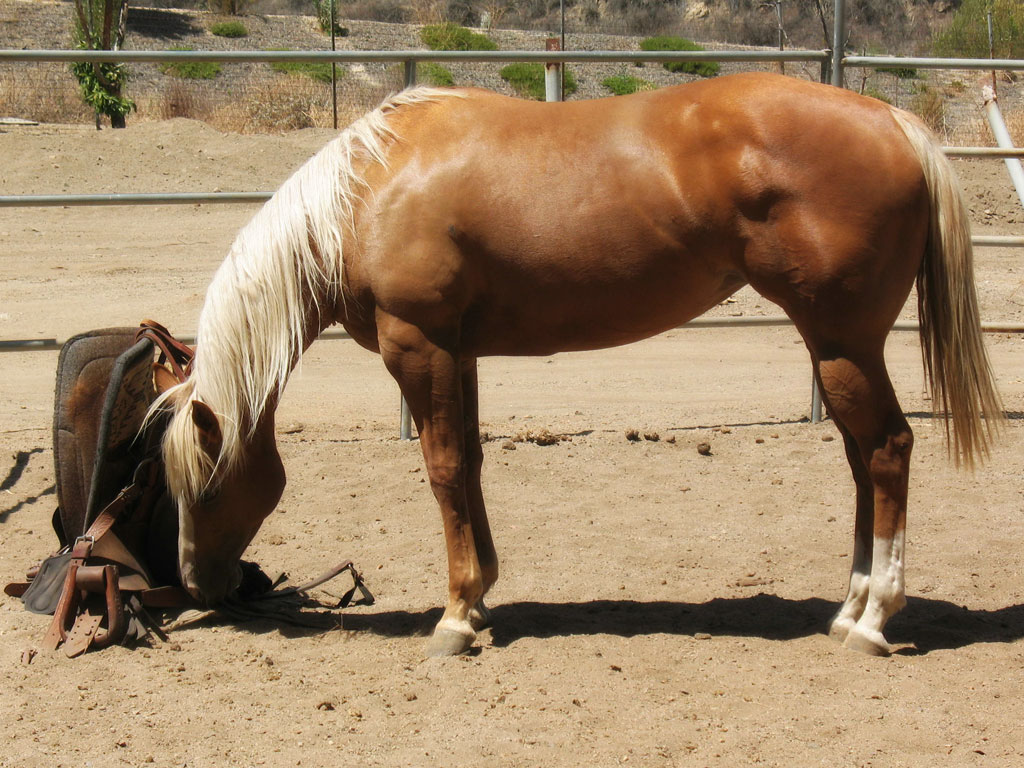
Quarter Horse

Les éleveurs fixent la race par croisements avec des Arabes et des Appaloosas, puis des Quarter Horses et des Welsh. L'objectif est de développer un poney de taille moyenne pour des enfants plus âgés et des adultes de petite taille, avec la robe de l'Appaloosa, le raffinement de l'Arabe, la musculature et l'ossature d'un Quarter Horse. Originellement, la fourchette de taille requise va de 1,10 m à 1,30 m ; en 1963, elle est modifiée pour passer de 1,20 m à 1,40 m ; puis, en 1985, un dernier changement fixe la limite supérieure à 1,40 m. Les premiers poulains issus de ces croisements ne sont pas automatiquement admis au sein de la race : ils sont inscrits sur une liste d'attente et entrent dans le registre généalogique du pony of the Americas après une vérification de la conformité au standard de la race et une réussite aux tests de performances.
En 1965, une grande randonnée (trail ride) est organisée par les promoteurs de la race à travers plusieurs États américains. Au cours des quinze premières années de son existence, le Pony of the Americas Club enregistre plus de 12 500 poneys. Entre sa fondation et le présent, le sang Shetland présent au début est presque entièrement éliminé, afin de maintenir et d'améliorer le type de petit cheval recherché. Le Pony of the Americas Club organise son premier congrès national en 1988. En 1990, il établit un Hall of Fame pour ses membres et les poneys. Durant toutes ces années, il travaille et maintient une image publique autour des valeurs familiales, de la récréation (fun) et de la compétition.
La branche canadienne du poney des Amériques absorbe la race Kanata, une race de poneys canadiens sélectionnés sur la même fourchette de taille et la même couleur de robe, mais au modèle plus typé Pur-sang.

## Description

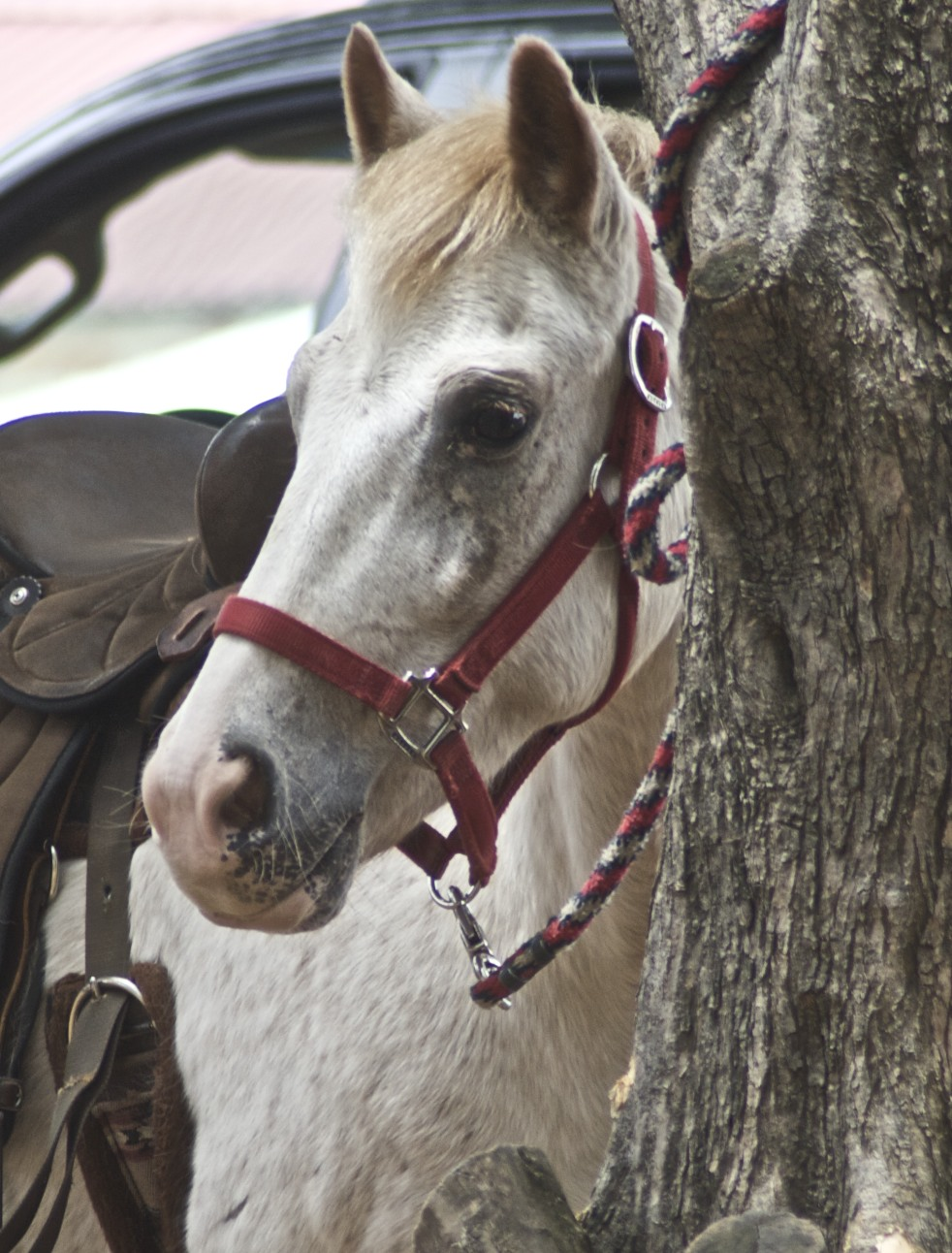
Tête d'un poney des Amériques.

La race reste instable dans son type, qui peut varier entre le Welsh, l'Arabe et le Quarter Horse, et manque d’homogénéité. Le Kanata a un modèle marqué par le Pur-sang, différent de celui du poney des Amériques.

### Taille et poids
La taille va de 1,17 m à 1,42 m d'après Hendricks (Université de l'Oklahoma) et CAB International, de 1,12 m à 1,40 m d'après le guide Delachaux, de 1,17 m à 1,37 m selon l'Encyclopædia Britannica. Le poids médian est estimé à 350 kg d'après Amélie Tsaag Valren. Malgré sa taille et son nom de « poney » des Amériques, il possède les caractéristiques physiques d'un petit cheval, de type Quarter Horse/Arabe, et se rapproche de l'Appaloosa en miniature,.

### Standard morphologique
La race est décrite comme bien proportionnée, stylée et raffinée. La tête est proportionnelle au corps. Le profil légèrement concave est obligatoire pour l'admission par le standard. Les yeux sont grands, doux et proéminents ; le chanfrein est large entre les deux yeux, les oreilles sont de taille petite à moyenne, et alertes. L'encolure est légèrement incurvée, le garrot bien sorti. Dos et reins sont courts,. Il s'agit d'une race ronde et musclée, avec du coffre, une poitrine profonde, des épaules bien inclinées, une longue croupe et une arrière-main très musclée,. Cette croupe est plutôt horizontale. La queue doit être attachée haut, et élégamment portée. Les membres sont forts, secs, dotés de canons courts, d'articulations propres et terminés par de larges pieds bien formés.

### Robe

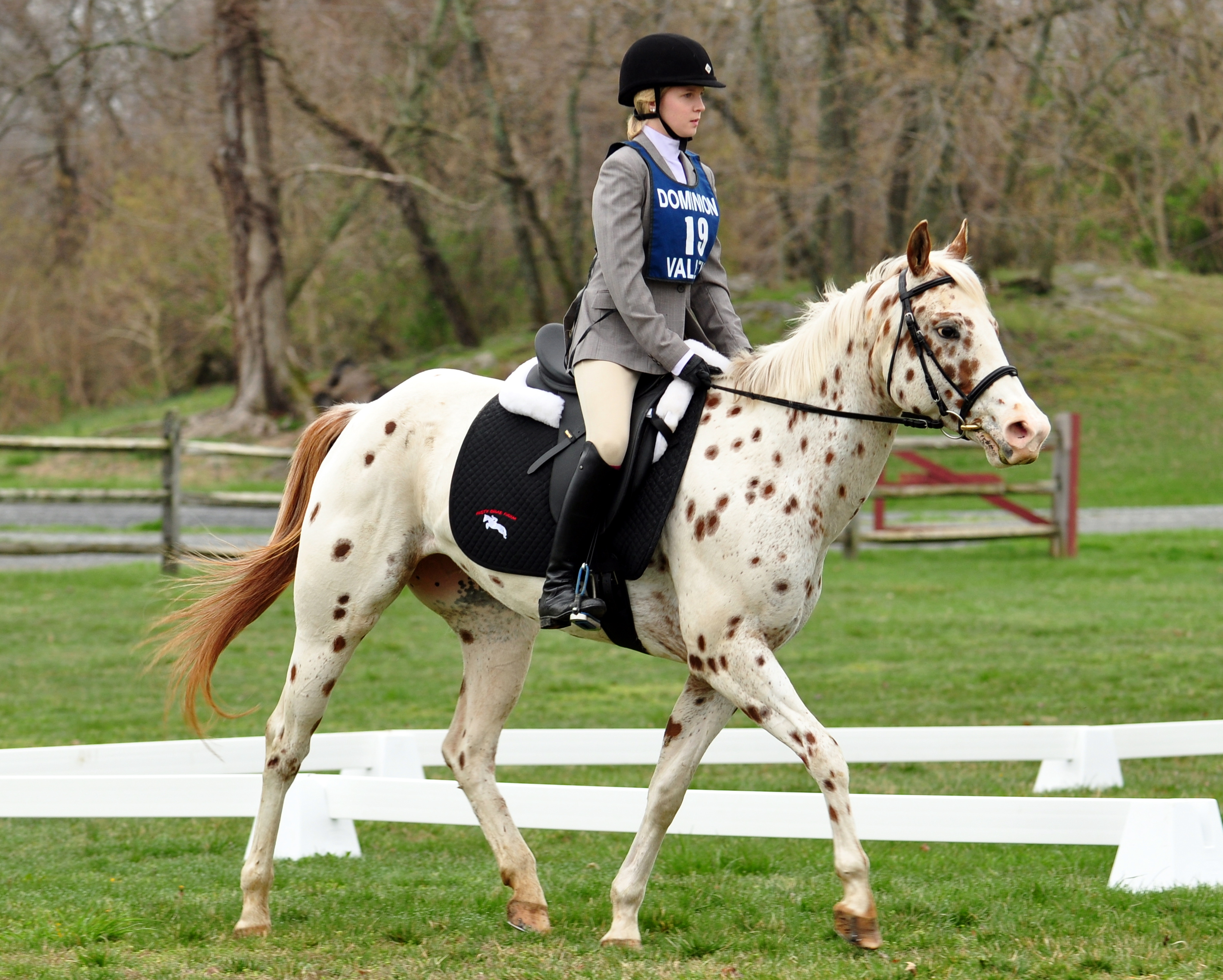
Poney de Virginie correspondant au standard de robe, de taille et de profil de tête du poney des Amériques. Le modèle, trop anguleux, ne correspond cependant pas au standard de la race.

Les poneys ne sont enregistrés au Pony of the Americas Club que s'ils présentent une robe de couleur tachetée visible à une distance de 12 mètres, ou robe tachetée voyante (loud en anglais), la sélection de la race vise en effet la recherche de cette robe. La coloration typique inclut les autres caractéristiques propres au patron de robe tacheté : des marbrures autour des yeux, du nez et des organes génitaux, la sclérotique blanche des yeux bien visible, et les sabots striés,. La robe pie n'est pas autorisée, ni même l'ascendance d'une race réputée pour sa robe pie, comme le Paint Horse. Ainsi, les poneys qui présentent une « belle face » (large liste en tête) ou des balzanes hautes sont refusés.
Cette robe tachetée le fait ressembler à un Appaloosa en plus petit, et participe grandement à sa popularité. Par ailleurs, les seps patrons de robe tachetée autorisés par le standard sont les mêmes que chez cette dernière race,. Les robes blanket (capé), léopard et varnish roan (marmoré) sont courantes. Les robes peuvent présenter de légères variations avec le temps et les saisons. Par ailleurs, la peau rose peut être vulnérable aux coups de soleil.

### Tempérament, allures et santé
Ce poney est réputé robuste, rapide, puissant et gentil, très polyvalent et bon sauteur. Une attention particulière est apportée à la sélection sur le tempérament. Les allures sont confortables et douces, l'action est libre et droite, créant une sensation agréable pour le cavalier. La race est touchée par les maladies oculaires liées aux robes tachetées, en particulier les carcinomes. Un poulain de cinq mois a fait l'objet d'une étude vétérinaire pour une dystrophie neuroaxiale associée à une myeloencéphalopathie équine dégénérative. Il existe aussi un cas connu de fistule de la poche gutturale du tympan.

### Sélection
Le Pony of the Americas Club enregistre la progéniture des chevaux déjà enregistrés, ainsi que les croisements avec les races Connemara, Galiceno, Australian stock horse, Morgan, Pur-sang, Appaloosa et Arabe. Ces croisements sont autorisés à intégrer le registre de la race comme membres à part entière tant qu'ils répondent aux exigences physiques du registre. Les croisements avec d'autres races, telles que le poney Quarter, le Shetland, l'Anglo-arabe, le Mustang espagnol et le Welsh, sont acceptés sur une base individuelle. Le Pony of the Americas Club organise des événements de présentation (shows) dédiés à la race, évalués suivant un système de points précis.

## Utilisations

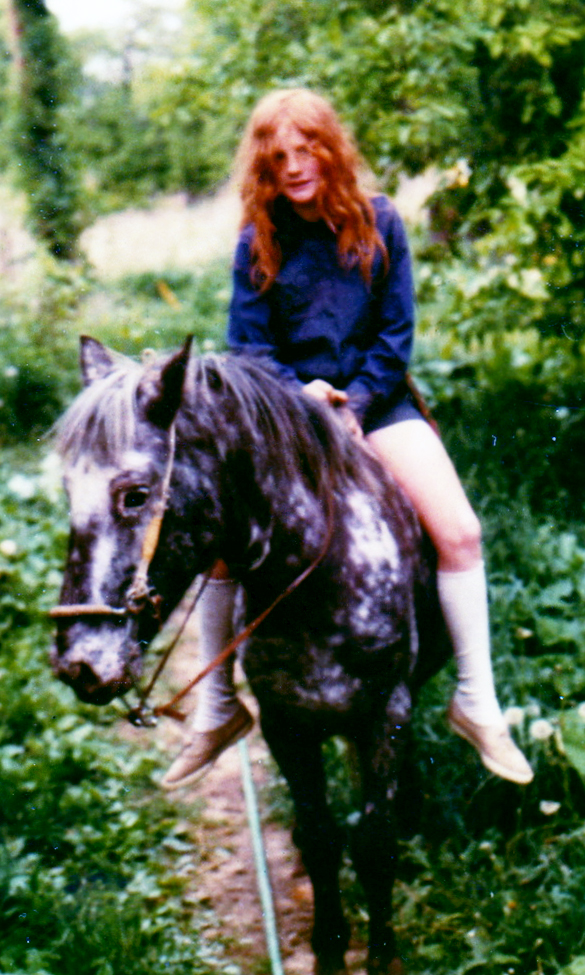
Poney des Amériques monté à cru.

Bien que développé à l'origine principalement pour l'équitation western et une utilisation au travail, le poney des Amériques sert en compétition d'endurance, de concours complet, d'équitation hunter et d'attelage. Il dispose d'un bon coup de saut, et peut être utilisé en dressage. La race participe à des courses spécialement réservées aux enfants à poneys, très populaires aux États-Unis.
À l'origine, les spectacles du Pony of the Americas Club ne permettaient pas aux gens de plus de 16 ans de monter des poneys des Amériques, les adultes pouvaient, cependant, les montrer tenus en licol ou à l'attelage. En 1973, la limite d'âge a été portée à 18 ans. En 1987, il a été décidé que les adultes de 19 ans et plus pourraient monter les chevaux de deux à quatre ans. Dans les faits, des adultes montent fréquemment ces poneys.

## Diffusion de l'élevage

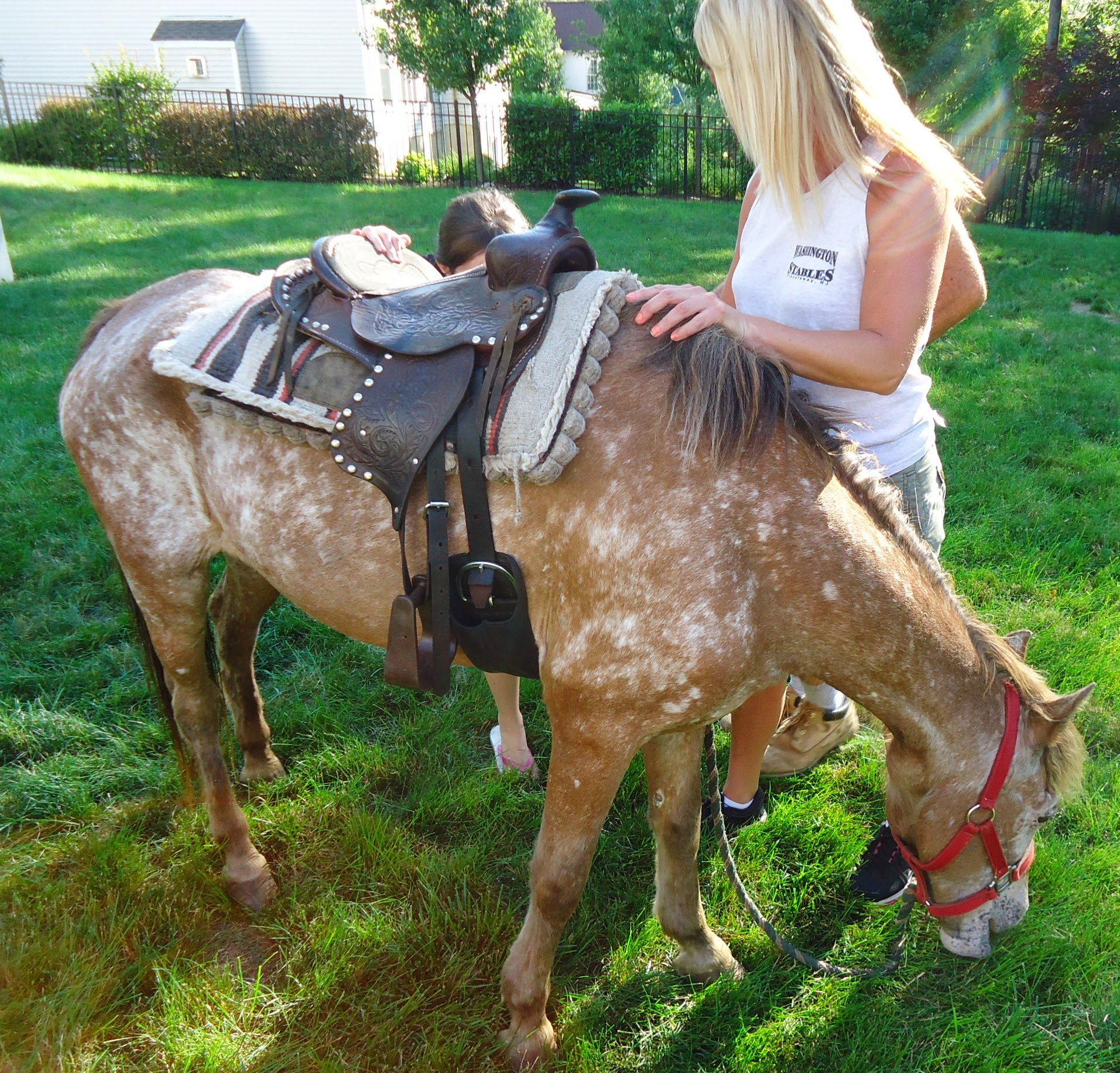
Poney correspondant au standard de robe, de taille et de morphologie de la race, monté par des enfants américains dans le cadre d'une location pour une fête d'anniversaire.

La base de données DAD-IS ne référence pas de race de chevaux sous le nom de « poney des Amériques » aux États-Unis, mais signale un « Appaloosa Pony », décrit comme « un Appaloosa, en plus petit », sans mention d'effectifs. En 2006, la popularité de la race est en croissance aux États-Unis et au Canada.
En 2012, le Pony of the Americas Club enregistre plus de 50 000 poneys. Ce club est devenu l'un des plus grands registres de races de l'industrie équine axés sur les jeunes, avec plus de 2 000 membres, et l'un des plus actifs, avec plus de 40 filières. La plupart de ces filières sont localisées sur le continent américain, entre autres au Canada et au Mexique. La sélection du POA a vraisemblablement inspiré une initiative similaire en Australie, le Australia's Palouse Breed, issu également de croisements entre des Appaloosa et des poneys. Un POA réputé est vendu en Australie en 1978. Depuis, un programme d'échange de reproducteurs s'est mis en place entre le Pony of the Americas Club et les éleveurs d′Australia's Palouse Breed. Par ailleurs, l'ouvrage Equine Science (4e édition de 2012) classe le poney des Amériques parmi les races de chevaux connues au niveau international.
Cette race est cependant confidentielle et méconnue en Europe. Un mâle nommé Bounce BackVal est importé en Allemagne en 1997. Avec l'augmentation de ce type d'importations européennes, un club de race est créé en Allemagne en 1999, et donc un registre généalogique. DAD-IS signale que la race est rare en Allemagne, avec seulement 10 sujets recensés en 2016.
Le poney des Amériques a également été importé en France en 2010. La race fait l'objet d'une convention avec son pays d'origine depuis 2013,.

## Dans la culture
L'artiste-peintre britannique Adrienne Walsh, par ailleurs présidente de la Spotted Horse and Pony Society (Société du poney et du cheval tacheté), a réalisé un portrait de POA à l'occasion d'un anniversaire de création de cette société de race, en 2002.
La race est mentionnée dans le roman anglais pour enfants Turn On a Dime, de Patricia Gilkerson. Le poney des Amériques a inspiré plusieurs figurines à collectionner du fabricant de jouets Breyer Animal Creations, entre 1976 et 2001.